# Emberiza impetuani
Escrevedeira-cotovia (Emberiza impetuani) é uma espécie de ave da família Emberizidae.
Pode ser encontrada nos seguintes países: Angola, Botswana, República Democrática do Congo, Lesoto, Namíbia, África do Sul, Essuatíni, Zâmbia e Zimbabwe.
Os seus habitats naturais são: matagal árido tropical ou subtropical.